# Rolf Schofer
Rolf Schofer (* 1954 in Villingen) ist ein deutscher Mathematiker und Hochschullehrer.
Er besuchte in Villingen die Schule und studierte dann in Karlsruhe Mathematik. 1984 wurde er promoviert. Danach war er bei verschiedenen Bankinstituten tätig, ehe er 1989 zum Professor an der Hochschule Furtwangen berufen wurde. Dort lehrt Schofer Betriebswirtschaftslehre, Volkswirtschaftslehre und Mathematik an der Fakultät Digitale Medien. Von Sommer 2006 bis März 2024 war er Rektor der Hochschule.

## Veröffentlichungen
- Eine hinreichende Bedingung für die Existenz des zweiten Moments der Anzahl der Null-Niveau-Durchgänge eines nicht-stationären Gaussschen Prozesses. Dissertation, Universität, Karlsruhe, 1984 (Hochschulschrift)